# Paul Hüttel
Paul Hüttel, född 13 juli 1935 i Hedensted på Jylland, är en dansk skådespelare. Hüttel är troligen främst känd för rollen som den tyske författaren och flyktingen Herbert Schmidt i Matador.
Efter utbildning och arbete inom handel och arbete som försäkringsombud studerade Hüttel vid Odense Teaters elevskola 1960-1963. Hans filmkarriär inleddes 1968 i Balladen om Carl-Henning. Han har även varit aktiv som röstskådespelare.

## Filmografi i urval
- 2017 – Badhotellet (TV-serie)
- 2014 – 1864 (TV-serie)
- 2010 – Livet på Laerkevej (TV-serie)
- 2009 – 2900 Happiness (TV-serie)
- 2008 – Star Wars: The Clone Wars (röst)
- 2008 – Kung Fu Panda (röst)
- 2006 – På andra sidan häcken (röst)
- 2006 – Krönikan (TV-serie)
- 2005 – Strings (röst)
- 2003 – Djungelboken 2 (röst)
- 2001 – Spirited Away (röst)
- 2000 - Hotellet (TV-serie)
- 1998 – Ett småkryps liv (röst)
- 1997 - Riket II
- 1995 - Alletiders nisse (julkalender)
- 1995 - Ont blod
- 1994 - Alletiders jul (julkalender)
- 1994 – Svanprinsessan (röst)
- 1994 - Riket
- 1992 - Krummerne 2 - Stakkels Krumme
- 1989 - Lad isbjørnene danse
- 1989 – Den lilla sjöjungfrun (röst)
- 1988 – Vid vägen
- 1985 - Jane Horney (miniserie)
- 1981 – Pelle Svanslös (röst)
- 1979-1980 - Matador (TV-serie)
- 1974 – 19 röda rosor
- 1969 – Olsen-banden på spanden
- 1969 – Tänk på ett tal
- 1969 – Balladen om Carl-Henning